# 2016年度香港小姐競選
2016年度香港小姐競選（第44屆）是電視廣播有限公司舉辦的選美活動，於2016年9月11日將軍澳電視廣播城一號錄影廠。該口號為「妳是最好的」。

## 比賽結果

### 大會獎項
| 最後結果         | 參賽者      |
| ---------------- | ----------- |
| 2016香港小姐冠軍 | - 6號馮盈盈 |
| 亞軍             | - 2號劉穎鏇 |
| 季軍             | - 7號陳雅思 |
| 第四名           | - 5號蘇韻姿 |

| 獎項       | 參賽者      |
| ---------- | ----------- |
| 最上鏡小姐 | - 2號劉穎鏇 |
| 友誼小姐   | - 3號張寶兒 |

### 贊助商/其他獎項
| 獎項               | 得獎者                  |
| ------------------ | ----------------------- |
| 最佳首飾演繹獎     | - 9號陳睿雯             |
| 最喜愛佳麗         | - 7號陳雅思             |
| 現場最受歡迎佳麗獎 | - 2號劉穎鏇 - 6號馮盈盈 |

### 演出合約
- 「真人地獄體驗性旅遊節目女主持」(與袁偉豪合作)：張寶兒
  - 按《2017無綫節目巡禮》，相關由袁偉豪主持的節目定為《打工捱世界II》
  - 該節目於2017年7月播出。
- 「重量級飲食節目女主持」(與肥媽合作)：馮盈盈
  - 按《2017無綫節目巡禮》，相關由肥媽主持的節目被定為《阿媽教落食平D》
  - 但最終並無安排馮盈盈於該節目演出。
- 「2017年鄭俊弘主打歌MV女主角」：蘇韻姿
- 「優閒奇趣旅遊特輯女主持」(與洪永城合作)：張寶兒
  - 按《2017無綫節目巡禮》，相關由洪永城主持的節目被定為《退休地圖》
  - 但最終並無安排張寶兒於該節目演出。
- 「電視劇女角色」(與陳展鵬、胡定欣合作)：代蓮曦丹美
  - 按《2017無綫節目巡禮》，相關由陳展鵬主演的節目被定為《同盟》
  - 但最終並無安排代蓮曦丹美於該劇集演出。
- 「護膚面膜(森田藥粧)廣告女主角」：陳雅思
- 「邁向50周年台慶女司儀」：馮盈盈
  - 因應演出調動關係，電視台於2016年11月19日台慶節目播映時未有作此安排

## 參選佳麗

### 十強佳麗
| 決賽編號 | 佳麗名字   | 佳麗名字(英文) | 年齡 | 身高(英吋) | 三圍 | 職業           |
| -------- | ---------- | -------------- | ---- | ---------- | ---- | -------------- |
| 1        | 關可欣     | Angellica Kwan | 25   |            |      | 互聯網業務總監 |
| 2        | 劉穎鏇     | Tiffany Lau    | 19   |            |      | 學生           |
| 3        | 張寶兒     | Bowie Cheung   | 24   |            |      | 產品經理       |
| 4        | 代蓮曦丹美 | Daisy Dai      | 23   |            |      | 學生           |
| 5        | 蘇韻姿     | Andrea So      | 23   |            |      | 電視節目主持   |
| 6        | 馮盈盈     | Crystal Fung   | 22   |            | 學生 |                |
| 7        | 陳雅思     | Bonnie Chan    | 26   |            |      | 網上時裝生意   |
| 8        | 阮嘉敏     | Mandy Yuen     | 25   |            |      | 項目經理       |
| 9        | 陳睿雯     | Cherub Chen    | 23   |            |      | 學生           |
| 10       | 單文柔     | Phoebe Sin     | 26   |            |      | 布料設計員     |

### 入選佳麗
| 佳麗名字        | 佳麗名字(英文) | 年齡 | 身高(英吋) | 三圍           | 職業           | 傳媒稱號    |
| --------------- | -------------- | ---- | ---------- | -------------- | -------------- | ----------- |
| 陳雅思          | Bonnie Chan    | 26   | 5'6½"      | 33" 23" 34½"   | 網上時裝生意   | 選美王      |
| 陳麗欣          | Theresa Chan   | 22   | －         | －             | 學生           |             |
| 陳惠麒          | Vicky Chan     | 25   | －         | －             | 畢業生         |             |
| 陳睿雯          | Cherub Chen    | 23   | 5'7¼"      | 33½" 23½" 35"  | 學生           |             |
| 張家盈          | Vanessa Cheung | 23   | －         | －             | 學生           |             |
| 張寶兒          | Bowie Cheung   | 24   | 5'5"       | 31" 23" 33"    | 產品經理       | 少女周迅    |
| 程 皓           | Rachel Ching   | 23   | －         | －             | 營銷主管       |             |
| 鍾佩恩          | Michelle Chung | 22   | －         | －             | 秘書           |             |
| 代蓮曦丹美      | Daisy Dai      | 23   | 5'7"       | 33½" 24½" 36"  | 學生           | 蒙古郡主    |
| 馮盈盈          | Crystal Fung   | 22   | 5'5"       | 31" 22" 33½"   | 學生           | 甫士王      |
| 何瑩瑩          | Melody Ho      | 25   | －         | －             | 鋼琴及古箏導師 |             |
| 龔佩曄          | Karen Kung     | 22   | －         | －             | 學生           |             |
| 關可欣          | Angellica Kwan | 25   | 5'7"       | 34" 25" 35"    | 互聯網業務總監 | 劍穚Angel   |
| 鄺美淇          | Maggie Kwong   | 22   | －         | －             | 畢業生         | 升CUP陳凱琳 |
| 劉穎鏇 (洛杉磯) | Tiffany Lau    | 19   | 5'9"       | 34½" 25½" 35½" | 學生           | 大隻鍾嘉欣  |
| 龍洛雯          | Lindsay Long   | 19   | －         | －             | 學生           |             |
| 雷詠琪          | Winky Lui      | 26   | －         | －             | 核數師         |             |
| 吳芷埼          | Nikki Ng       | 20   | －         | －             | 學生           |             |
| 魏韵芝          | Joyce Ngai     | 26   | －         | －             | 律師           | 導彈律師    |
| 單文柔          | Phoebe Sin     | 26   | 5'6"       | 33" 24½" 35½"  | 布料設計員     |             |
| 蘇韻姿          | Andrea So      | 23   | 5'5"       | 33" 23½" 33½"  | 電視節目主持   |             |
| 蘇可欣          | Eunice So      | 23   | －         | －             | 空中服務員     |             |
| 杜超洋          | Jacqueline To  | 23   | －         | －             | 核數師         |             |
| 謝泳思          | Bridget Tse    | 25   | －         | －             | 註冊牙齒衛生師 |             |
| 黃鍶雅          | Nicole Wong    | 21   | －         | －             | 學生           | 翻版高海寧  |
| 黃 豆           | Beanie Wong    | 22   | －         | －             | 空中服務員     |             |
| 黃欣𦲀          | Queenie Wong   | 24   | －         | －             | 學生           | 闊面葉翠翠  |
| 丘雅雯          | Peggy Yau      | 23   | －         | －             | 總裁助理       | 瘦白吳幸美  |
| 葉蒨文          | Sophie Yip     | 23   | －         | －             | 布料採購       | 縮水廖碧兒  |
| 阮嘉敏          | Mandy Yuen     | 25   | 5'4"       | 32" 23" 33½"   | 項目經理       | CM王        |

## 入圍佳麗晉級過程
電視台於2016年7月14日於九龍尖沙咀某酒店舉行了《佳麗會晤新聞界》見面會，特別安排30位入圍佳麗會晤新聞界，以最優美的姿態首次公開亮相。此外，並即場首播由30位入圍佳麗拍攝的首支廣告「放膽，世界無限」。此外，也正式公佈30名入圍佳麗的名單，按出場次序為：
- 陳雅思、陳麗欣、陳惠麒、陳睿雯、張家盈、張寶兒、程皓、鍾佩恩、代蓮曦丹美、馮盈盈、何瑩瑩、龔佩曄、關可欣、鄺美淇、劉穎鏇、龍洛雯、雷詠琪、吳芷埼、魏韵芝、單文柔、蘇韻姿、蘇可欣、杜超洋、謝泳思、黃鍶雅、黃豆、黃欣𦲀、丘雅雯、葉蒨文、阮嘉敏

### 第一階段
2016年7月25日，香港小姐進行記者會，公佈經廣告界人士評選後，20名佳麗的名單，主持人將30位佳麗按以下次序，分成三組宣佈結果：
- 第一組 (直接晉級)：張寶兒、劉穎鏇、馮盈盈、單文柔、陳雅思、何瑩瑩、蘇可欣、蘇韻姿、阮嘉敏、黃鍶雅。
- 第二組：主持公佈其中十位佳麗的名字，以梅花間竹式分別到舞台左右兩邊，其中一邊的佳麗會被淘汰，另一邊的佳麗得以晉級。次序如下：
  - 左邊 (距主持人較近，獲晉級)：魏韵芝、張家盈、關可欣、程皓、雷詠琪
  - 右邊 (距主持人較遠，被淘汰)：杜超洋、陳麗欣、龍洛雯、龔佩曄、黃豆
- 第三組：主持人逐次公佈兩位佳麗的名字，再宣布晉級與否：
  - 鍾佩恩、吳芷埼 (兩人均被淘汰)
  - 黃欣𦲀 (被淘汰)、丘雅雯 (獲晉級)
  - 陳惠麒、謝泳思 (兩人均獲晉級)
  - 陳睿雯 (獲晉級)、葉蒨文 (被淘汰)
  - 代蓮曦丹美 (獲晉級)、鄺美淇 (被淘汰)

### 第二階段
大會於2016年8月14日於將軍澳電視廣播城舉行《公佈最後十強佳麗》記者招待會，並於當日下午3時10分至4時24分於無綫娛樂新聞台作現場直播，並於剪輯後安排於當晚8時的J2台《娛樂新聞報道》中，分四部份播出有關過程。
大會先安排20名候選佳麗以走貓步形式出場，再將20名佳麗以二人一組方式，由主持人派發信封，再由佳麗打開信封以公佈結果。入選十強的佳麗，其信封內將附上一張標注有佳麗姓名的登機證，而落選佳麗的信封內則附有她們較早前所撰寫的感謝信，並由落選佳麗親自讀出自己的感謝說話。
- 主持人在現場的宣讀次序如下：
  - 第一組：張寶兒 (後抽，獲晉級)、何瑩瑩 (先抽，被淘汰)
  - 第二組：劉穎鏇 (先抽，獲晉級)、蘇可欣 (後抽，被淘汰)
  - 第三組：陳睿雯 (後抽，獲晉級)、馮盈盈 (先抽，獲晉級)
  - 第四組：陳惠麒 (後抽，被淘汰)、張家盈 (先抽，被淘汰)
  - 第五組：單文柔 (後抽，獲晉級)、雷詠琪 (先抽，被淘汰)
  - 第六組：程皓 (後抽，被淘汰)、蘇韻姿 (先抽，獲晉級)
  - 第七組：謝泳思 (後抽，被淘汰)、魏韵芝 (先抽，被淘汰)
  - 第八組：關可欣 (先抽，獲晉級)、阮嘉敏 (後抽，獲晉級)
  - 第九組：代蓮曦丹美 (先抽，獲晉級)、黃鍶雅 (後抽，被淘汰)
  - 第十組：陳雅思 (獲晉級)、丘雅雯 (被淘汰)，兩人一同開信封，主持人先問陳雅思入圍感受，再由丘雅雯讀出感謝信

### 佳麗晉級情況表
| 淘汰次數 （宣布淘汰日期） | 被淘汰佳麗                                                                   |
| ------------------------- | ---------------------------------------------------------------------------- |
| 第一輪淘汰 （7月25日）    | 陳麗欣、鍾佩恩、龔佩曄、鄺美淇、龍洛雯、吳芷埼、杜超洋、黃豆、黃欣𦲀、葉蒨文 |
| 第二輪淘汰 （8月14日）    | 程皓、蘇可欣、謝泳思、黃鍶雅、丘雅雯、雷詠琪、魏韵芝、何瑩瑩、張家盈、陳惠麒 |
| 第三輪淘汰 （9月11日）    | 關可欣、張寶兒、代蓮曦丹美、阮嘉敏、陳睿雯、單文柔                           |

## 評審機制

### 首輪淘汰
入圍30位佳麗於《2016電視廣告頒獎典禮》亮相，進行貓步、舞蹈及自我介紹，並由現場「廣告界精英」及「香港小姐統籌委員會」評分，選出晉級20強，結果於2016年7月25日舉行的記者會內公佈。

### 次輪淘汰
晉級20強由全港TVB Fun用戶，由2016年8月4日至2016年8月12日投票，選出20強當中1—10位佳麗晉級決賽；投票結果聯同「香港小姐統籌委員會」選出入圍決賽10強，結果於2016年8月14日擧行的記者會內公佈。

### 決賽
晉級10強佳麗由全港TVB Fun用戶，由2016年8月31日起投票，選出冠、亞、季軍，投票結果佔50%；另外50%分數則由「香港小姐統籌委員會」及2016年9月11日決賽的24位「星級評判團」得出，選出最後4強；在宣佈4強後，進行最後一項比賽，並由TVB Fun用戶投票選出冠、亞、季軍。
此評審機制大致與2015年度競選及2016年度香港先生的機制相同。然而，本年度大會並沒有公佈被投選冠、亞、季軍的佳麗所獲得的分數；而大會司儀宣佈三甲時，只宣佈冠軍得獎者獲得的「冠軍票數」，而亞、季軍及第四名獲得的票數則沒有公布。

## 決賽
(排名按姓氏筆劃序)
| 司儀           | 鄭裕玲、陳百祥、農夫 (陸永、Ｃ君)、林盛斌 |
| 星級評判團     | 森美、許廷鏗、洪永城、王浩信、陳凱琳、袁偉豪、朱千雪、黃心穎、 岑麗香、鄭俊弘、肥媽、李佳芯、甄澤權、龔嘉欣、陳自瑤、林穎彤、 鄧佩儀、陳庭欣、張曦雯、麥美恩、劉佩玥、趙希洛、陸浩明、岑杏賢 |
| 最上鏡小姐評判 | 許志安、梁詠琪、陳展鵬、胡定欣 |

### 節目流程
- 第一節：由2015年度香港小姐冠軍麥明詩以舞蹈表演開場，再引領應屆香港小姐十強及香港先生十強進場。其後主持進場並介紹星級評判團、最上鏡小姐評判，並由星級評判團向港姐十強佳麗及2016年度香港先生選舉四強（鍾君揚、黎振燁、胡㻗、丁子朗）作簡短提問。
- 第二節：以未來世界作舞蹈表演，並由部份星級評判團成員講解供港姐佳麗爭取的電視節目、劇集、歌曲、廣告合約。
- 第三節：1至5號佳麗穿着泳裝出場及情境模擬演出，並由6位落選香港先生推介心目中的香港小姐及香港先生。
- 第四節：各港姐佳麗以森林泳裝造型出場，6至10號佳麗穿着出場及作情境模擬演出。
- 第五節：各港姐佳麗以晚裝造型出場並訪問晚裝設計者KEV YIU（姚子裕）及1999年度香港小姐競選季軍及活力風采獎得主胡杏兒，其後宣佈各電視節目、劇集、歌曲、廣告合約的得主。
- 第六節：由李克勤引領各佳麗獻唱歌曲《一個都不能少》，並頒發友誼小姐及最上鏡小姐獎項，並公佈四強佳麗名單，按當時的排名次序為劉穎鏇、陳雅思、馮盈盈、蘇韻姿。
- 第七節：「四強對四強」：四強佳麗及四強香港先生作一分鐘即席演說，次序為：劉穎鏇、鍾君揚、蘇韻姿、黎振燁、馮盈盈、胡㻗、陳雅思、丁子朗，觀眾投票於即席演說環節結束後截止。
- 第八節：公佈香港先生三甲及香港小姐三甲最終結果，並由以下頒獎嘉賓頒發獎項：
  - 香港先生季軍：2010年度國際中華小姐競選冠軍岑麗香
  - 香港小姐季軍：2015年度香港小姐季軍郭嘉文
  - 香港先生亞軍：2013年度香港小姐冠軍陳凱琳
  - 香港小姐亞軍：2015年度香港小姐亞軍龐卓欣
  - 香港先生冠軍：2007年度香港先生總冠軍袁偉豪
  - 香港小姐冠軍：2015年度香港小姐冠軍麥明詩，並發表卸任感言
  - 於頒獎後，由應屆香港先生冠軍陪同應屆香港小姐冠軍繞場一周接受祝賀。

## 特備節目
- 《2016香港小姐全城熱選》
  - 2016年8月29日至9月9日逢星期一至五20:00至20:01，翡翠台播出
- 《當香港小姐遇上香港先生》
  - 2016年9月4日22:35至23:30，翡翠台播出
- 《今日VIP》：香港小姐候選佳麗訪問，翡翠台播出
  - 2016年9月6日14:15至14:45：關可欣、劉穎鏇、張寶兒、代蓮曦丹美、蘇韻姿
  - 2016年9月7日14:15至14:45：馮盈盈、陳雅思、阮嘉敏、陳睿雯、單文柔
- 《今夜傳奇誕生》（2016年度香港小姐及香港先生三甲得主及最上鏡小姐/先生賽後訪談）
  - 2016年9月11日22:55至23:30，翡翠台播出
  - 主持：朱凱婷、黎芷珊、區永權

## 選手紀錄
- 2號劉穎鏇與香港先生9號丁子朗一樣，同為海外回港參選、參選年齡為19歲、並同時獲得「亞軍」、「最上鏡」及「現場最受歡迎」之獎項。
- 5號蘇韻姿曾於2015年參加《星秀動全城》歌唱比賽，並獲得亞軍。
- 6號馮盈盈是首位於香港大學畢業的香港小姐冠軍,曾參選百變美人季大中華總決賽及亞太區總決賽，並獲得冠軍。
- 7號陳雅思是自2010年放寬參選年齡至27歲後，首位超過原定年齡上限（為25歲）而獲得三甲之佳麗,曾參選2013年度多倫多華裔小姐競選，並獲得亞軍。
- 8號阮嘉敏曾參選2013年度FACE UStar校花校草，並進入20強。
- 9號陳睿雯曾參選2013年度珠江形象大使，並進入40強。
- 20強佳麗何瑩瑩曾參選第49屆工展會工展小姐選舉，並獲得「最具才藝獎」。
- 20強佳麗謝泳思曾參選2015年度溫哥華華裔小姐競選。
- 20強佳麗丘雅雯曾參選2013年度國際時尚超模大賽，並獲得季軍及曾參選2014年度香港潮流展小姐，並獲得亞軍。

## 競選後的活動
由於2016年度香港小姐及香港先生各參賽者的友誼較為要好，眾參賽者在競選期間及競選後亦曾多次舉行聯誼活動，而電視台亦曾經安排多位「港姐」、「港男」參賽者，於競賽後再次同台演出。例子有：
- 電視節目《東張西望》曾於2016年9月15日播出多位「港姐」、「港男」參賽者參與「中秋燒烤派對」的情況。電視台在節目中指出，此活動由港姐冠軍馮盈盈、港男冠軍黎振燁及殿軍胡㻗所發起，而眾參賽者在派對中亦以「兄弟姊妹」相稱。此活動也是首個有電視台錄影情況下的「港姐」、「港男」「非官方」聯誼活動。
- 2016年10月17日，電視台舉行「台慶亮燈晚會」，大會安排了七位香港小姐（馮盈盈、陳雅思、張寶兒、蘇韻姿、陳睿雯、單文柔、阮嘉敏）及七位香港先生（黎振燁、丁子朗、鍾君揚、麥凱程、胡㻗、伍禮騫、馬俊傑）作開場舞蹈演出。
- 然而，由於亞軍劉穎镟於港姐競選後，未能與電視台就簽訂藝員合約達成一致取態，故從2016年10月中旬至11月中旬期間，劉穎镟未有再以港姐亞軍身份出席活動，並返回美國繼續學業。而劉穎镟亦被指未持有香港身份證，參選港姐只為電視台於美國所引薦。其間的港姐親善宣傳活動，則多由冠軍馮盈盈、季軍陳雅思、及友誼小姐張寶兒出席。至2016年11月13日，劉穎镟再次於香港現身，與馮盈盈、張寶兒、蘇韻姿、簡淑兒出席電視台的台慶晚會預演，並即場演唱生日歌。劉穎镟表示自己因大學學籍問題，年內將於美國、香港兩邊走，但未有交代合約的問題。
- 在2016年11月19日的《萬千星輝賀台慶》中，2016年度的其中12位應屆港姐佳麗亦與另外14位往屆港姐佳麗組成「智靚合唱團」，以無伴奏方式演唱《我的驕傲》及《星秀傳說》。另因演出調動，馮盈盈並未如港姐競選當晚所指而擔任「台慶司儀」，但電視台於台慶節目開始之前，於翡翠台播出由馮盈盈及2016年度香港先生冠軍黎振燁所主演的三分鐘《在地同行》台慶宣傳片，而應屆香港先生亞軍丁子朗則擔任「台慶司儀」。
- 在2016年12月31日播出的電視節目《2016繽Fun娛樂大派對》第二集中，電視台安排了黎振燁、馮盈盈一同亮相，節目中形容一眾參賽者於比賽後成為了好朋友，並修讀訓練班，電視畫面中亦播出了眾人於訓練班內及聖誕聯歡會中的活動圖片。
- 2017年3月9日，電視台安排了六位香港小姐佳麗馮盈盈、劉穎鏇、陳雅思、張寶兒、阮嘉敏、單文柔到維多利亞公園，為2017年香港花卉展覽「香港小姐造像攝影比賽」中，以不同造型擔任模特兒。

### 佳麗個人發展
在港姐競選結束後，30位入圍佳麗當中，有13人於參選後與電視台簽約成為藝員，並於參選後一年（即2016年10月至2017年9月）之應屆港姐任期內於以下節目及劇集擔任主持及作演出：
| 佳麗姓名   | 常規綜藝節目主持                                                  | 電視劇演出                              | Big Big Channel 視頻演出                       | 現況                                                  |
| ---------- | ----------------------------------------------------------------- | --------------------------------------- | ---------------------------------------------- | ----------------------------------------------------- |
| 馮盈盈     | 千奇百趣特工隊 學是學非（第五輯） #後生仔傾吓偈 最緊要好好玩·消暑版 | 溏心風暴3 果欄中的江湖大嫂              | 港姐妝速挑戰賽                                 | 經理人合約藝員                                        |
| 劉穎鏇     | 學是學非（第五輯） 安樂蝸 最緊要好好玩·消暑版 真係咁都得2         | 溏心風暴3 兄弟                          |                                                | 經理人合約藝員                                        |
| 陳雅思     | 歎得好健康                                                        | 溏心風暴3 荷里活有個大老千              |                                                | 前經理人合約藝員，已於2020年7月離巢，轉往瑜伽事業發展 |
| 張寶兒     | 學是學非（第五輯） 打工捱世界II（特別演出） 最緊要好好玩·消暑版   | 溏心風暴3 鐵探                          | 港姐妝速挑戰賽 #12瞞逃                         | 經理人合約藝員                                        |
| 蘇韻姿     |                                                                   | 愛·回家之開心速遞 老表，畢業喇！ 誇世代 | 港姐妝速挑戰賽 12瞞逃 劇鬥四方城 big big遊樂場 | 經理人合約藝員                                        |
| 單文柔     | 猩猩補習班 今期流行 最緊要好好玩·消暑版                           | 老表，畢業喇！                          |                                                | 經理人合約藝員                                        |
| 阮嘉敏     | 東張西望 最緊要好玩 最緊要好好玩·消暑版                           | 誇世代 堅離地愛堅離地                   |                                                | 經理人合約藝員                                        |
| 魏芝       | 東張西望 最緊要好玩 最緊要好好玩·消暑版                           |                                         |                                                | 經理人合約藝員                                        |
| 陳睿雯     | 普通話娛樂新聞報導                                                |                                         |                                                | 前經理人合約藝員，已於2020年6月解約並轉投商界         |
| 代蓮曦丹美 | 普通話娛樂新聞報導                                                | 是咁的，法官閣下                        |                                                | 前經理人合約藝員， 已於2018年2月提前解約並轉投ViuTV   |
| 蘇可欣     | 娛樂新聞報導                                                      |                                         |                                                | 經理人合約藝員                                        |
| 程 皓      | 最緊要好玩 最緊要好好玩·消暑版                                    | 愛·回家之開心速遞 宮心計2深宮計         |                                                | 前基本藝人，已於2022年4月離巢                         |
| 葉蒨文     | 最緊要好玩 最緊要好好玩·消暑版 街坊廚神重出江湖                   | 愛·回家之開心速遞 宮心計2深宮計         |                                                | 經理人合約藝員                                        |

由於該屆香港小姐競選乃由觀眾投票決定名次，而電視台其時亦出現較多資深藝員流失的情況，令電視台有較大需要吸納新晉藝員，有雜誌於2018年3月的報導中形容該屆的冠軍馮盈盈、亞軍劉穎鏇及友誼小姐張寶兒，她們三人在當選後已獲較多演出機會，而被視為曝光率最多的五強港姐。

## 外部連結
- 2016年度香港小姐競選官方網頁[永久]